# Обвезница
Обвезница (енгл. bond) је финансијски инструмент, односно дужничка хартија од вредности, којом издавалац (дужник) признаје да има финансијску обавезу ка повериоцу, а служи повериоцу као доказ за то и као средство прикупљања наплате. Дужник је касније обавезан да измирује своју обавезу, тако што враћа позајмљени износ, са каматом или другачије, у складу са почетним условима.
Обвезнице представљају веома значајан облик прикупљања слободних новчаних средстава у савременим привредним односима у циљу финансирања проширене репродукције.

## Емисија обвезница
Емисија обвезница је прикупљање дугорочних новчаних средстава издавањем обвезница. Обвезнице може издати држава, локални органи власти, предузеће, банка и друге финансијске организације. 
Пошто издавање обвезница захтева висок степен стручности и добро организовану технику емисије, појединци и удружења обично препуштају издавање обвезница у њихово име специјализованим организацијама. Прва продаја може се вршити директно финансијској институцији или публици преко финансијске институције као посредника.
Постоје три начина емисије обвезница: 
- уписивање обвезница или супскрипција,
- стална продаја обвезница и
- слободна продаја обвезница.

## Подела обвезница
У односу на трајање кредитног односа, обвезнице се деле на:
- краткорочне - које доспевају на наплату у року који је краћи од једне године,
- средњорочне - које доспевају на наплату у периоду од 2 до 5 године,[1][2]
- дугорочне - које доспевају на наплату у периоду дужим од пет година.[2]

У земљама са развијеним финансијским тржиштем постоји доминација дугорочних у односу на краткорочне обвезнице. У тим земљама рокови доспећа дугорочних обвезница је од 10 до 30 година, док средњорочне обвезнице од 5 до 10 година. У земљама у развоју преовлађују краткорочне обвезнице у односу на дугорочне.
У односу на начин означавања власништва:
- обвезнице на име - имају на плашту наведено име купца, а на новог власника се преносе индосирањем,
- обвезнице на доносиоца - имају на плашту наведено да су на доносиоца, на новог власника се преносе простом предајом.

У односу на субјекте који их издају, обвезнице се деле на:
- обвезнице које издаје јавни сектор - државне и муниципалне обвезнице,
- обвезнице које издаје приватни сектор - корпоративне обвезнице.

Државне обвезнице су дужничке хартије од вредности којима се држава (њени органи или институције), као емитент обавезује да ће у одређеном року исплатити одређена средства која дугује уз договорену камату. Државне обвезнице спадају у један од најсигурнијих вредносних папира, јер за њихову исплату гарантује држава. У развијеним земљама света, основна намена емисије државних обвезница јесте финансирање јавних расхода, односно буџетског дефицита или дефицита јавних фондова, па се с тим у вези емисија спроводи на основу планова буџета или јавних расхода. У земљама у развоју је чест случај да се обвезнице емитују и ради покрића дуга.
Обвезнице локалних органа власти (енгл. Municipal bonds, Local, енгл. authority bonds) могу емитовати градови, општине и други органи локалних заједница. Помоћу њих локалне власти прикупљају неопходна средства за реализацију одређених пројеката или за покривање текућег буџетског дефицита. Принос на муниципалне обвезнице је најчешће већи од приноса који би се остварио улагањем у државне обвезнице, или орочавањем депозита у банци. Осим атрактивне камате, у највећем броју случајева инвеститор се ослобађа плаћања пореза. Обвезнице локалних органа власти могу се продавати на секундарном тржишту капитала, тако да инвеститори уживају неопходну ликвидност.
Корпоративне обвезнице су дужничке хартије од вредности којима се неко предузеће (корпорација) као издаватељ обавезује да ће у одређеном року вратити позајмљена средства уз одређену фиксну или промјењиву камату. Корпоративне обвезнице су одличан првенствено кредитни инструмент и за предузеће представља мање трошкове од трошкова које стварају класични кредити. Корпоративне обвезнице се такође могу препродавати на секундарном тржишту.
Са становишта осигурања потраживања, обвезнице се деле на:
- неосигуране,
- осигуране,
- рефундиране,
- хипотекарне.

Према начину учествовања у добитку предузећа, обвезнице се деле на:
- Обвезнице са финансијском каматом
- Доходовне
- Партиципирајуће

Према могућности откупа пре рока доспећа, обвезнице се деле се на:
- опозиве – садрже право емитента да их откупи пре рока доспећа, по унапред утврђеној цени која је, по правилу, већа од номиналне вредности обвезнице.
- неопозиве – не садрже право емитента да их откупи пре рока доспећа.

Према начину њихове амортизације, односно начина плаћања камате, деле се на:
- Обвезнице са једнократним доспећем
- Обвезнице са вишекратним (серијским) или периодичним доспећем. Камата се може плаћати једном, два или четири пута годишње, док се исплата главнице се врши на дан доспећа обвезнице.[2]

Постоји још низ подела обвезница.
У домаћем праву земаља бивше СФРЈ инсистира се на томе да издавање обвезница мора бити успешно, а то значи да је у року за исплату обвезнице уплаћено најмање 90% од укупног новчаног износа који је означен у објави за упис обвезнице.

## Карактеристике обвезница
Номинална вредност обвезнице представља главницу по којој је емитована појединачна обвезница и на коју се обрачунава камата. Најчешће се исказује целим бројевима, на пример 100 новчаних јединица, 1.000 или 10.000 новчаних јединица. Номинална вредност не мора нужно бити износ који инвеститор плаћа када купује обвезницу. Збир свих номиналних вредности свих појединачних обвезница чини номиналну вредност целокупне емисије обвезнице. Када се тргује обвезницама, њихова цена се исказује у процентима у односу на номиналну вредност.
Цена обвезнице се временом мења у зависности од тржишних услова, каматних стопа, кредитног рејтинга емитента и друго.
Ако се обвезница продаје по цени већој од номиналне, каже се да се продаје с премијом.
Ако се обвезница продаје по цени мањој од номиналне, каже се да се продаје с дисконтом.
Купон је износ камате који се исплаћује инвеститору и обрачунава се на номиналну вредност обвезнице. На пример, ако је обвезница деномирана на номинални износ од 100 новчаних јединица, с каматном стопом од 10% на годишњем нивоу и годишњом исплатом купона, тада ће ималац обвезнице приликом годишње исплате купона имати приход од 10 новчаних јединица. Обвезнице са краћим роком доспећа носе ниже каматне стопе, у односу на обвезнице са дужим роковима доспећа, с обзиром да краћи временски рок носи мањи ризик.
Рок доспећа или рочност обвезнице је рок у коме се емитент обавезује да врати инвеститору главницу (номинални износ обвезнице), увећан за одговарајућу камату. Након исплате, сматра се да је емитент извршио своју обавезу према инвеститору и тада њихов дужничко-поверилачки однос престаје. Међутим, инвеститор није дужан да чека њен крајњи рок доспећа како би повратио своју инвестицију.

## Цена обвезница
Цена обвезнице је цена по којој се купују права која произлазе из обвезнице. Цена обвезнице формира се на тржишту под утицајем понуде и потражње.
Улагање у обвезнице је мање ризично од улагања у акције, будући да се емитент обвезнице обавезује да ће инвеститору исплатити главницу и камате. Због тога цене обвезница, по правилу, мање флуктуирају него цене акција.
Прва продајна цена обвезнице зависи од односа камате коју носи обвезница и владајуће каматне стопе на дугорочну штедњу коју плаћају банке. Ако су те две стопе једнаке, обвезнице се продају по номиналној вредности, тј. вредности која је уписана на обвезници. Ако је каматна стопа на штедњу нижа од камате коју носи обвезница, обвезница ће се продавати по цени која је виша од номиналне — остварује се премија.
Равнотежна цена обвезнице рачуна се инверзном > конформном методом, тако да се очекивани приходи по основи обвезнице дисконтују на садашњу вредност узимајући у обзир тренутну или очекивану каматну стопу.
Најједноставније се рачуна равнотежна цена обвезнице код које се на дан доспећа исплаћује главница заједно са свим каматама, по формули:
СВ = И⋅(1+к)д⁄365
Где је:
 – садашња вредност плаћања (ануитета) које обвезница доноси
 – исплата на дан доспећа
 – каматни фактор
 – број дана до доспећа
Уколико се отплата обвезнице врши у више ануитета, обрачун је нешто сложенији, потребно је сваку од отплата дисконтовати на садашњу вредност по формули:
СВ=А1⋅(1+к)д1⁄365 + A2⋅(1+к)д2⁄365 + ... + Aн⋅(1+к)дн⁄365 + И⋅(1+к)дн⁄365
Где су:
 – износи ануитета који доспевају у н периоду
 – број година (периода) до доспећа
Уколико постоји ризик да обвезница не буде исплаћена, односно да буде исплаћена у умањеном износу, тада се ризик обрачунава у цену обвезнице на следећи начин:
СВ=Р⋅К⋅(А1⋅(1+к)д1⁄365 + А2⋅(1+к)д2⁄365 + ... + Ан⋅(1+к)дн⁄365+ И⋅(1+к)дн⁄365)
Где је:
 – фактор вероватноће да обвезнице буду исплаћене
 – фактор који показује колики се постотак од номиналне вредности обвезница очекује да ће бити исплаћен.

## Принос
Принос (енгл. return) је добит коју инвеститор очекује од улагања у одређени финансијски инструмент. Представља основни мотив инвестирања на финансијском тржишту. Купци обвезница покушавају да остваре што већи принос, уз што нижи ризик.
Принос се састоји из два дела:
- камата
- капитални добитак (енгл. capital gain) је разлика између више продајне тржишне цене и цене по којој је инвеститор купио обвезницу, у случају да инвеститор одлучи да уновчи обвезницу на секундарном тржишту пре њеног доспећа.[5]

Тржишна цена обвезница се изражава у процентима од њене номиналне вредности. Она директно утиче на износ новчаних средстава које инвеститор улаже у обвезницу и директно се одражава и на принос инвеститора.
Номинални принос или купонски принос представља принос у складу са износом номиналне (купонске) стопе.
Текући принос се израчунава као количник каматног прихода (вредност каматног купона за дати период, која се код стандардне обвезнице не мења) и цене по којој је инвеститор купио обвезницу.
Принос по доспећу представља стандардну меру укупне стопе приноса инвеститора у обвезнице. Рачуна се под претпоставком да ће се обвезница држати до доспећа.
Принос до доспећа изједначава текућу вредност новчаног тока и цену обвезнице.
Принос до опозива, за обвезнице које се могу опозвати, се рачуна исто као и принос до доспећа, с тим што се у обзир узима време до опозива, уместо времена до доспећа, а уместо номиналне цене, рачуна се цена опозива.
Суштина анализе обвезница своди се на одређивање садашње вредности будућих приноса обвезница. Приликом доношења одлуке о инвестирању на финансијском тржишту, инвеститори врше анализу приноса на уложена финансијска средства. За израчунавање се користи интерна стопа приноса (енгл. internal rate of return), која је позната и под називима интерна стопа рентабилности инвестиција или ефективна каматна стопа на уложена финансијска средства инвеститора у обвезнице на тржишту капитала.